# John Dayal
John Dayal (Nova Delhi, 2 de outubro de 1948) é um ativista indiano de direitos humanos e político cristão. Ele é membro do Conselho de Integração Nacional (NIC) da Índia, Secretário-Geral do Conselho Cristão de toda a Índia e ex-presidente da União Católica de toda a Índia. Ele tem se manifestado abertamente em oposição à polarização comunitária, à intolerância e à propagação do ódio entre comunidades religiosas.
John Dayal nasceu em Nova Delhi, filho de pais cristãos do sul da Índia. Ele estudou física no St. Stephen's College, em Delhi, antes de decidir se tornar jornalista. Ele serviu como correspondente de guerra ou correspondente estrangeiro no Oriente Médio, Norte da África, Sul da Ásia e Europa. Ele se tornou editor e CEO do Delhi Mid Day, um pequeno jornal vespertino, e tesoureiro do Editors' Guild of India. Em Junho de 1998, Dayal foi um dos signatários de uma declaração de um grupo de jornalistas apelando à Índia para regressar à agenda global de desarmamento nuclear. Ele continua a fornecer comentários e análises na imprensa e na TV e rádio nacionais. Dayal chefiou os conselhos de administração de várias faculdades da Universidade de Delhi e lecionou como professor visitante em várias universidades no norte da Índia.